# Pitcairnia brachysperma
Pitcairnia brachysperma är en gräsväxtart som beskrevs av Éduard-François André. Pitcairnia brachysperma ingår i släktet Pitcairnia och familjen Bromeliaceae.

## Underarter
Arten delas in i följande underarter:
- P. b. brachysperma
- P. b. snowii